# Мизула
 Тази статия е за града в САЩ.  За окръга вижте Мизула (окръг).  
Мизу̀ла (на английски: Missoula, [mɪˈzuːlə]) е град в окръг Мизула, щата Монтана, САЩ. Мизула е с население от 57 053 жители (2000) и обща площ от 61,9 km². Намира се на 978 m надморска височина. Телефонният му код е 406.

## Известни личности
Родени в Мизула
- Дейна Карви (р. 1955), актьор
- Джейсън Лами-Шапюи (р. 1986), спортист
- Дейвид Линч (р. 1946), режисьор
- Брайън Шмит (р. 1967), физик